# ピーター・シェーファー

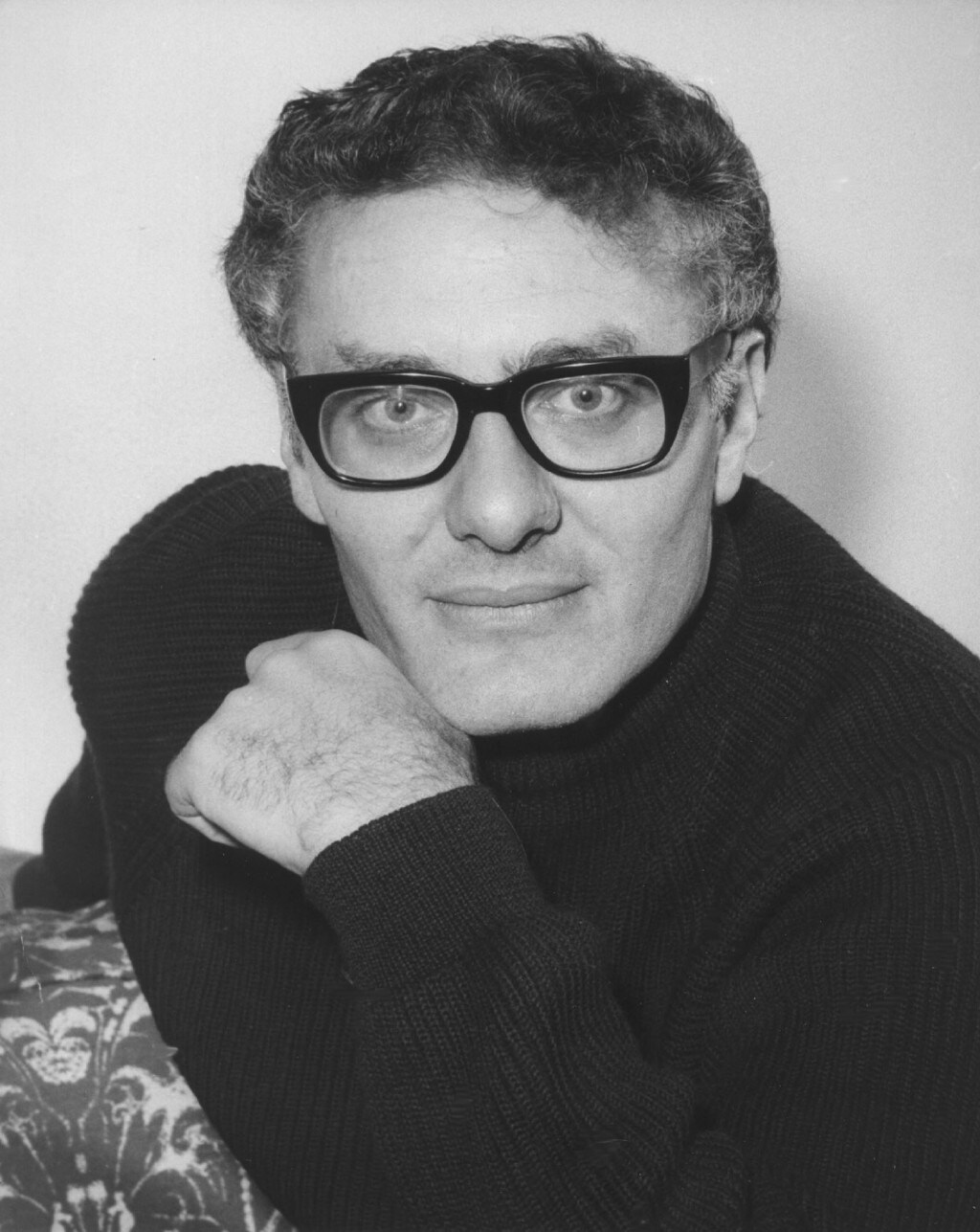
ピーター・シェーファー

ピーター・レヴィン・シェーファー（Peter Levin Shaffer, 1926年5月15日 - 2016年6月6日）は、英国の劇作家。作品は世界的に評価され数々の賞を得ており、映画化されたものも多い。

## 来歴
ユダヤ系の両親の間にリヴァプールで生まれる。ロンドンのセント・ポール学校、ケンブリッジ大学のトリニティ・カレッジを卒業。1950年に歴史学でケンブリッジ大学の学位を得た。劇作家としての地位を確立するまでには、炭鉱夫や本屋の店員、ニューヨーク公立図書館の収集係員、音楽出版のブージー・アンド・ホークス社勤務など、さまざまな職業を渡り歩いた。
2001年にはエリザベス2世からナイト位を授与された。
晩年は故郷リヴァプールに住んでいた。同じ劇作家のアンソニー・シェーファーは双子の兄（アンソニーが5分早く生まれた）であり、ピーターとはピーター・アントニイ、アンソニー&ピーター・シェーファーの筆名を用いて数作品の推理小説を共筆している。
2016年6月6日、アイルランド南部コーク県近郊のホスピスにて死去。90歳没。

## 作品

### 戯曲
- The Salt Land（1954年） - 彼の最初の作品。BBCテレビ局に贈呈された。
- 『五指練習』(Five Finger Exercise)（1954年） - 夫婦と子供の4人家族と家庭教師らの心理ドラマ。
- The Public Eye（1962年） - 堅苦しい英国の男と結婚した米国女性のコメディー。1972年に映画化されている（映画題名は『フォロー・ミー』Follow Me!）。日本では『他人の目』『フォロー・ミー』の題名で上演されている。
- 『ザ・ロイヤル・ハント・オブ・ザ・サン』（The Royal Hunt of the Sun）（1964年） - スペイン人によるペルー征服を題材にした作品。指揮官ピサロの人物設定には、歴史や宗教に対する作者独自の解釈が色濃く反映されている。1969年に映画化された（日本では劇場未公開だが、『ピサロ将軍』という題名でテレビ放映された）。1985年には、日本のPARCO劇場で『ピサロ』というタイトルで、山﨑努と渡辺謙で上演された。訳書は『ピーター・シェーファー1　ピサロ／アマデウス』（伊丹十三訳、ハヤカワ演劇文庫、2020年）
- 『ブラック・コメディ』(Black Comedy)（1965年） - 暗闇の中で展開するコメディー。所有物との関連で人々に与える心理的な影響を追求した作品。
- The Pad and How to Use It（1966年） - 意気地なしの男が美女と付き合うコメディー。
- 『エクウス』(Equus)（1973年） - 6頭の馬の目を突いた少年アランと、彼の治療を依頼された精神科医ダイサートの2人を中心に展開する作品。1975年に最優秀作品としてトニー賞、ニューヨーク劇作批評家賞を得て、1977年に映画化された。2007年2月にはロンドンにおいてダニエル・ラドクリフ主演で上演され、大きな話題になった。
- 『アマデウス』（1979年） - 宮廷作曲家アントニオ・サリエリが嫉妬からモーツァルトを破滅させる話。1981年に最優秀作品としてトニー賞を得た。1984年には映画化され、作品賞・脚色賞を含む8つのアカデミー賞を得ている。
- 『レティスとラヴェッジ』(Lettice and Lovage) （1987年） - デタラメな尾ひれをつけまくる観光ガイドのレティスと歴史保存委員会の厳格な役人ロッテの間に生じる友情を描いたおかしく、健全な、家庭向けドラマ。
- The Gift of the Gorgon（1992年） - 主人公は風変わりな劇作家。

### アンソニー・シェーファーとの合作
- 『衣裳戸棚の女』(The Woman in the Wardrobe)　（1951年） - 一風変わった密室殺人を扱っている評価の高い作品。
- How Doth the Little Crocodile? （1952年） - 前作の前に起きた事件を扱う。
- Withered Murder （1955年）

## 翻訳刊行された著書
- 「ブラック・コメディ」『現代世界演劇 15 (風俗劇)』ピーター・シェーファー 作,倉橋健 訳 白水社 1971
- ブラック・コメディ ピーター・シェーファー 作,倉橋健 訳 劇書房 1982
- エクウス EQUUS（馬） ピーター・シェーファー 倉橋健訳  テアトロ  1987
- レティスとラベッジ ピーター・シェーファー 著,黒田絵美子 訳 論創社 1989
- ピーター・シェーファー = PETER SHAFFER 1 ピーター・シェーファー 著,伊丹十三, 倉橋健, 甲斐萬里江 訳 早川書房 2020 (ハヤカワ演劇文庫 ; 50)